# 捏古伯
捏古伯，克烈部人，怯烈亦氏，蒙古帝国将领。平阳、太原两路达鲁花赤哈散纳的儿子。
哈散纳去世后，捏古伯袭为平阳路、太原路两路达鲁花赤，跟随蒙哥攻打钓鱼山，有功，因病去世。

## 子孙
- 子：撒的迷失袭任。
  - 孙：木八剌，撒的迷失去世后，袭任，充贵赤千户，任为西域亲军副都指挥使，大德元年（1297年）去世。
  - 孙：秃满答，木八剌去世后，袭任
    - 曾孙：哈剌章，秃满答去世后，袭任